# Cobb Highway

Tracé de la Cobb Highway.

La Cobb Highway () est un axe routier, long de 598 km, de direction nord-sud, situé en Nouvelle-Galles du Sud, en Australie. Il commence au nord à sa jonction avec la Barrier Highway près de Wilcannia et se dirige vers le sud à travers les localités d'Ivanhoe, Booligal, Hay et Deniliquin. Il se termine à Moama où la route traverse le fleuve Murray qui sert de frontière entre la Nouvelle-Galles du Sud et le Victoria et continue vers le sud comme Northern Highway.
La route a été nommée d'après la Cobb & Co, une société qui exploitait un réseau de diligences à l'intérieur de l'Australie dans la seconde moitié du XIXe et au début du XXe siècle. La route emprunte ainsi une ancienne piste à diligence à travers la Riverina, reliant le Murray, la Murrumbidgee et la Lachlan  puis jusqu'à la rivière Darling à Wilcannia. La route est goudronnée jusqu'à 10 km au nord d'Ivanhoe. Elle est l'une des routes les moins utilisées de Nouvelle-Galles du Sud.
La route traverse divers types de paysages, avec au sud les zones agricoles denses de la Riverina, pour aller vers des terres de pâturage et de semi-désert dans sa partie centrale et nordique.
La limite de vitesse est de 100 km/h sauf pour trois sections où la limite est de 110 km/h, à savoir: 40 km au nord de Deniliquin jusqu'à Hay, de Hay jusqu'à quelques kilomètres au nord de Booligal et du sud de Mossgiel à Ivanhoe.

## Galerie

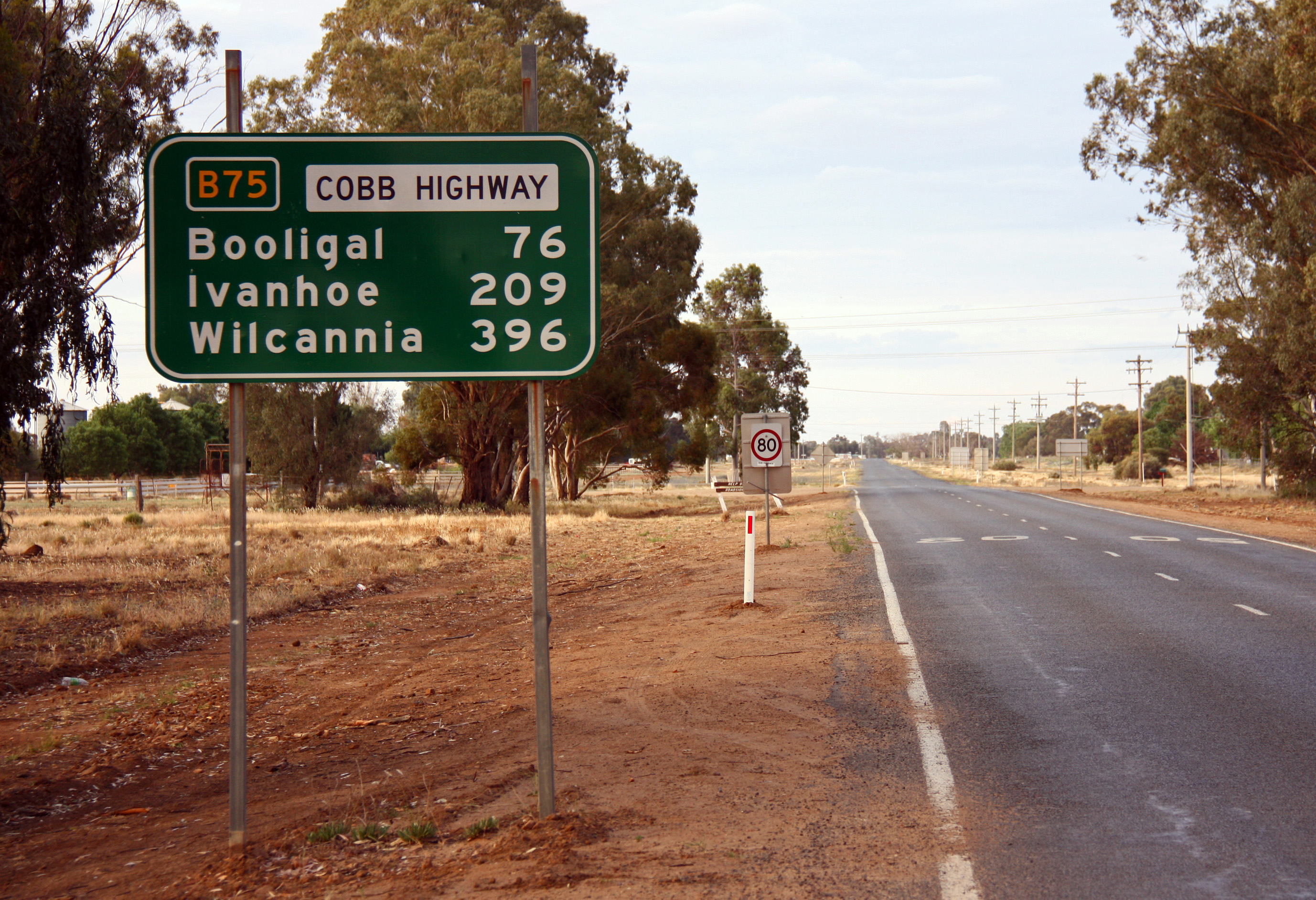
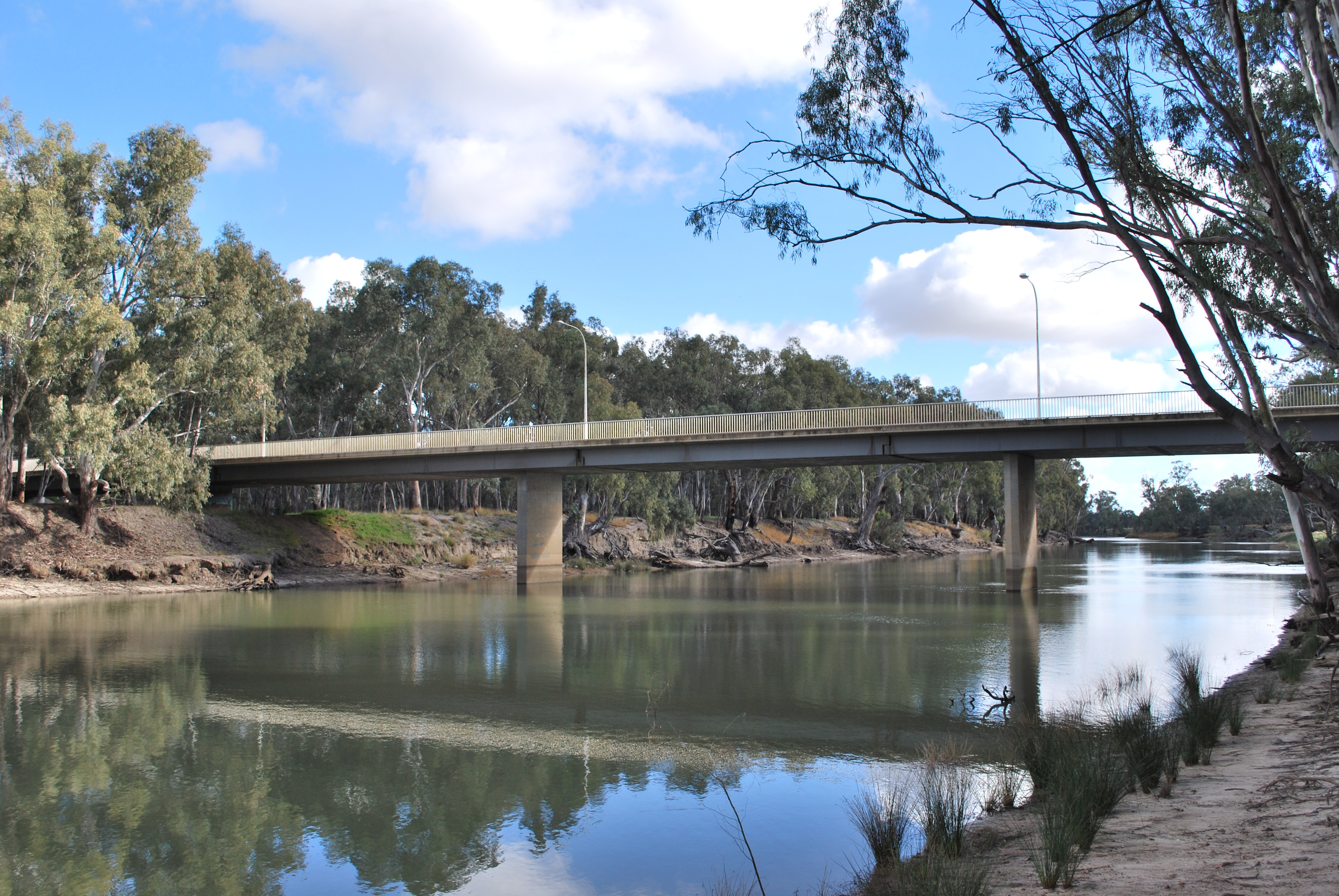
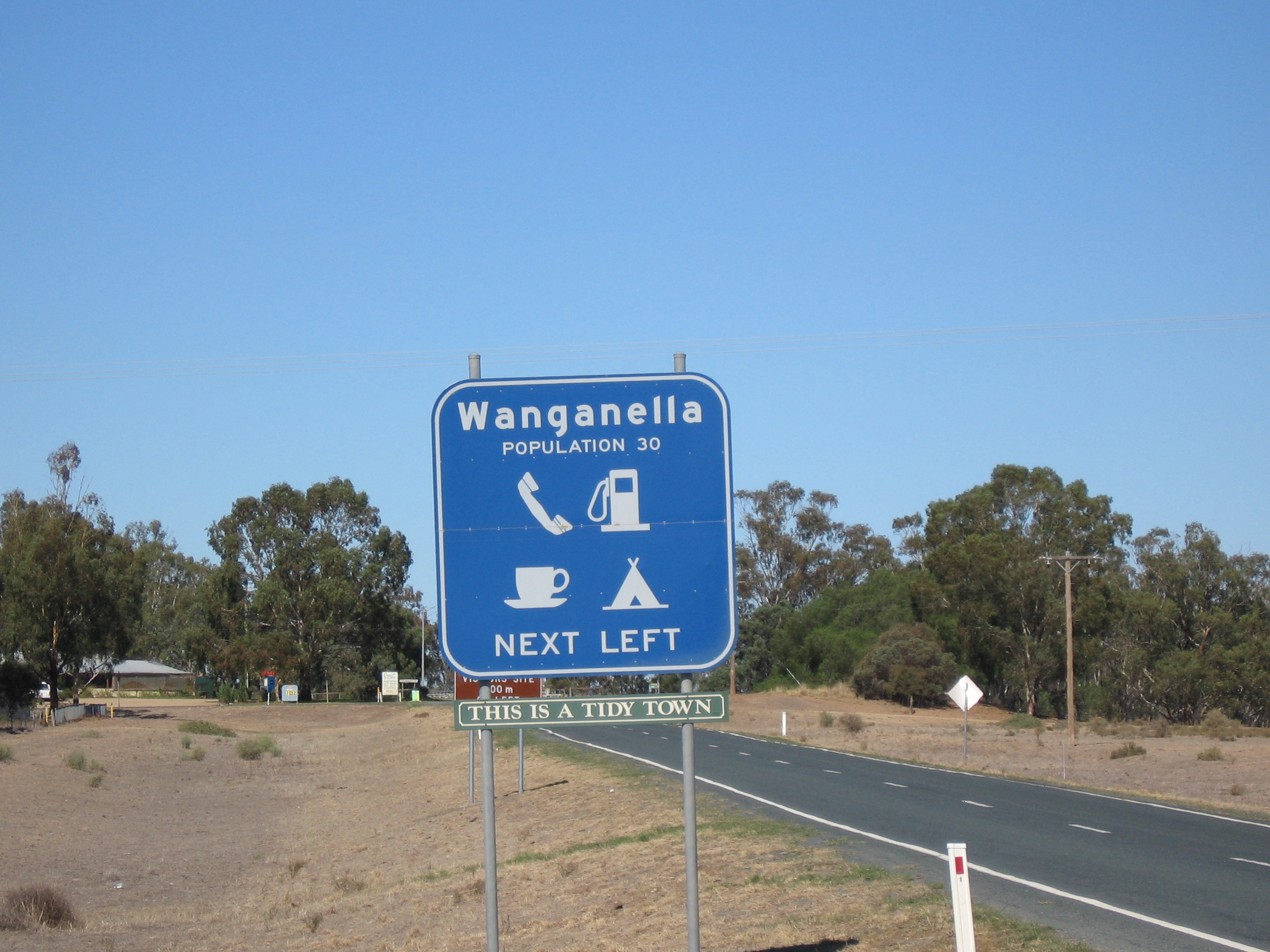